# Dialetto napoletano
Il dialetto napoletano (napulitano) è una variante diatopica del gruppo italiano meridionale delle lingue romanze parlata a Napoli e in aree della Campania non molto distanti dal capoluogo, corrispondenti approssimativamente all'attuale città metropolitana di Napoli e ai contigui Agro aversano e Agro nocerino-sarnese, rispettivamente parte delle province di Caserta e di Salerno.
Il termine dialetto napoletano non è sinonimo di lingua napoletana (individuata dalla classificazione ISO 639-3 attraverso il codice nap e che Ethnologue definisce "lingua napoletano-calabrese"), la quale costituisce invece uno storico idioma sovraregionale basato essenzialmente sull'antica forma vernacolare napoletana (o, più in generale, meridionale) in uso all'interno del Regno di Napoli, ove, per una breve fase del XV secolo, ha avuto anche valore ufficiale. Tuttavia, alcuni studiosi moderni ne mettono in dubbio l'esistenza,pur rivendicando per il napoletano uno status di lingua letteraria e attribuendo alla città di Napoli un'influenza o contaminazione esercitata sui dialetti meridionali.
Comunque il volgare pugliese, altro nome con cui sono storicamente conosciuti il napoletano e i dialetti meridionali, nella sua forma letteraria (e alternandosi in tale ruolo con il volgare toscano), finì col sostituire parzialmente il latino nei documenti ufficiali e nelle assemblee di corte a Napoli, dall'unificazione delle Due Sicilie per decreto di Alfonso I, nel 1442; e continuò ad evolvere parallelamente all'ambito letterario nella sua forma parlata.
Posteriormente però, già a partire dal 1501, per volere degli stessi letterati locali dell'Accademia Pontaniana, il suddetto idioma cominciò ad essere, in ambiti amministrativi e diplomatici, progressivamente sostituito — e dal 1554, per volontà del cardinale Girolamo Seripando, lo fu in maniera definitiva — dall'italiano, basato sul volgare toscano (presente già da tempo in contesti letterari, di studio e relativi alla cancelleria, insieme al latino), il quale, dalla metà del XVI secolo, è usato come lingua ufficiale e amministrativa di tutti gli Stati italiani preunitari (con l'unica eccezione del Regno di Sardegna insulare, dove l'italiano standard assunse tale posizione a partire dal XVIII secolo), e successivamente dell'Italia stessa, fino all'attualità.
Il volgare napoletano, nella sua forma letteraria (intesa come varietà colta ed esclusivamente scritta, ad esempio, quella utilizzata da Giambattista Basile ne Lo cunto de li cunti, overo lo trattenemiento de peccerille, da non confondersi dunque con il dialetto napoletano) ha, in alcune epoche, fatto da ponte fra il pensiero dell'antichità classica e quello moderno, rinascimentale e barocco, fra le culture dell'Europa meridionale e dell'oriente bizantino e quelle dell'Europa settentrionale, spaziando dall'«amor cortese» — che con la Scuola siciliana diffuse il platonismo nella poesia occidentale — al tragicomico (Vaiasseide, Pulcinella) e alla tradizione popolare; in napoletano sono state inoltre raccolte, per la prima volta, le fiabe più celebri della cultura europea moderna, da Cenerentola alla Bella addormentata, nonché storie in cui compare la figura del Gatto mammone.

## Origini e storia
Il napoletano, come l'italiano, è un idioma derivato dal latino. È stato ipotizzato quale possibile substrato, al pari degli altri dialetti alto-meridionali, l'antica lingua osca (un idioma italico facente parte del ramo osco-umbro), parlata da tempo immemore dalle popolazioni autoctone dell'Italia centro-meridionale e meridionale (iscrizioni in osco rinvenute a Pompei indicano che la lingua fosse ancora parlata nel 79 d.C., a romanizzazione della regione già pienamente avvenuta da tempo), sebbene la città di Neapolis fosse nota per la sua grecità e la diglossia tra greco antico e latino. Ad ogni modo, prove chiare e inequivoche di carattere linguistico non sono facilmente formulabili.
Il napoletano, così come qualsiasi altro idioma, ha inoltre assorbito, nel corso della sua storia, influenze e "prestiti" di adstrato dai vari popoli che hanno governato la Campania e l'Italia centro-meridionale a partire dal Medioevo: dai funzionari e i mercanti bizantini nell'epoca del Ducato di Napoli, passando per i duchi e i principi longobardi di Benevento, giungendo infine ai sovrani normanni, francesi e spagnoli
Tuttavia, per quanto riguarda lo spagnolo, è errato attribuire all'influenza spagnola (Napoli e tutto il Mezzogiorno d'Italia furono governati per oltre due secoli, dal 1503 al 1707, da viceré spagnoli) qualsiasi somiglianza tra il napoletano e quest'idioma: essendo ambedue lingue romanze o neolatine, la maggior parte degli elementi comuni o somiglianti vanno infatti fatti risalire esclusivamente al latino volgare (in particolare la costruzione dell'accusativo personale indiretto e l'uso di tenere e di stare in luogo di avere ed essere, e così via).
Sotto la dinastia degli Aragona di Napoli si propose che il napoletano continuasse a persistere come lingua dell'amministrazione, senza mai imporre l'aragonese o il catalano, ma il tentativo abortì con la deposizione di Federico I e l'inizio del viceregno spagnolo, agli inizi XVI secolo, quando il suddetto idioma venne sostituito — per volere degli stessi letterati napoletani — dall'italiano, così come in tutti gli altri Stati dell'Italia di quell'epoca. Nella prima metà dell'Ottocento, il Regno delle Due Sicilie, allo stesso modo dell'anteriore Regno di Napoli, usava infatti, de iure, come lingua amministrativa e letteraria, il solo l'italiano (così come oggi), e quindi il napoletano non ebbe mai condizione di lingua ufficiale, se non per un breve periodo, dal 1442 al 1501.

## Fonetica e sintassi
Spesso le vocali non toniche (su cui cioè non cade l'accento) e quelle poste in fine di parola, non vengono articolate in modo distinto tra loro, e sono tutte pronunciate con un suono centrale indistinto che i linguisti chiamano scevà e che nell'alfabeto fonetico internazionale è trascritto col simbolo /ə/ (in francese lo ritroviamo, ad esempio, nella pronuncia della e semimuta di petit).
Nonostante la pronuncia (e in mancanza di convenzioni ortografiche accettate da tutti) spesso queste vocali, nei solchi della tradizione letteraria in lingua, sono trascritte sulla base del modello della lingua italiana, e ciò, pur migliorando la leggibilità del testo e rendendo graficamente un suono debole ma esistente, favorisce l'insorgere di errori da parte di coloro che, non conoscendo la lingua, sono portati a leggere le suddette vocali come in italiano. In altri casi si preferisce trascrivere le vocali con una dieresi. Nell'uso scritto spontaneo dei giovani (SMS, graffiti, ecc.), come ha documentato Pietro Maturi, prevale invece l'omissione completa di tale fono, con il risultato di grafie quasi-fonetiche a volte poco riconoscibili ma marcatamente distanti dalla forma italiana (p.es. tliefn per təliefənə, ovvero "telefona").
Altri errori comuni, dovuti a somiglianze solo apparenti con l'italiano, riguardano l'uso errato del rafforzamento sintattico, che segue, rispetto all'italiano, regole proprie e molto diverse, e la pronuncia di vocali chiuse invece che aperte, o viceversa, l'arbitraria interpretazione di alcuni suoni.
Alcune ulteriori differenze di pronuncia con l'italiano sono:
- in principio di parola, e soprattutto nei gruppi gua /gwa/ e gue /gwe/, spesso la occlusiva velare sonora /g/ seguita da vocale diventa approssimante /ɣ/.
- la fricativa alveolare non sonora /s/ in posizione iniziale seguita da consonante viene spesso pronunciata come fricativa postalveolare non sonora /ʃ/ (come in scena [ˈʃɛːna] dell'italiano) ma non quando è seguita da una occlusiva dentale /t/ o /d/ (almeno nella forma più pura della lingua, e questa tendenza viene invertita nelle parlate molisane).
- le parole che terminano per consonante (in genere prestiti stranieri) portano l'accento sull'ultima sillaba.
- la /i/ diacritica presente nei gruppi -cia /-ʧa/ e -gia /-ʤa/ dell'italiano, viene talvolta pronunciata: per es. na cruciéra [nɑkru'ʧjerə].
- è frequente il rotacismo della /d/, cioè il suo passaggio a /r/ (realizzata più esattamente come [ɾ]), come in Maronna.
- la consonante occlusiva bilabiale sonora /b/ a inizio di parola è pronunciata come la consonante fricativa labiodentale sonora /v/ (betacismo): per es. "báscio" [vɑʃə].

## Controversie sull'ortografia
Dal tardo Settecento a oggi, stante l'assenza di uno standard di scrittura per un sistema linguistico neolatino che ha comunque delle norme ineludibili, i diversi modi di scrivere il napoletano danno vita ad accese discussioni.
La prima diatriba si aprì dopo la pubblicazione, nel 1779, di Del Dialetto napoletano dell'economista Ferdinando Galiani, trattato ricco di riflessioni sulla qualità della letteratura napoletana, cui si oppose il letterato Luigi Serio con la pubblicazione nel 1780 de Lo Vernacchio - Resposta a lo Dialetto napoletano.
Una più violenta polemica esplose nel secondo Ottocento, avendo come protagoniste due schiere contrapposte, una guidata dallo scrittore Vittorio Imbriani, che cercò di innovare il napoletano scritto, e un’altra capeggiata dal filologo Emmanuele Rocco, che si oppose difendendo le norme grafiche derivate dai classici scritti nei secoli precedenti.

## Letteratura in napoletano

### Prime testimonianze
Il napoletano (come il siciliano e altre varietà italoromanze) possiede una ricchissima tradizione letteraria. Si hanno testimonianze scritte di napoletano già nel 960 con il famoso Placito di Capua (considerato spesso il primo documento in lingua italiana, ma trattandosi più precisamente del primo documento in un volgare italoromanzo di cui si ha testimonianza, corrispondente, per l'appunto, al volgare italoromanzo utilizzato all'epoca in Campania e conosciuto come volgare pugliese), e poi all'inizio del Trecento, con una volgarizzazione dal latino della Storia della distruzione di Troia di Guido delle Colonne. La prima opera in prosa è considerata comunemente quella dei Diurnali, un Chronicon degli avvenimenti più importanti del Regno di Sicilia dell'XI secolo, che si arresta al 1268, probabilmente opera di Matteo Spinelli di Giovinazzo.

### Gli inizi
Il napoletano sostituì il latino nei documenti ufficiali e nelle assemblee di corte a Napoli, dall'unificazione delle Due Sicilie per decreto di Alfonso I, nel 1442. Alla corte dei suoi discendenti, a partire dal figlio Ferdinando I di Napoli, gli interessi umanistici assunsero però un carattere molto più politico; i nuovi sovrani incentivarono l'adozione definitiva del toscano come lingua letteraria anche a Napoli: è della seconda metà del XV secolo l'antologia di rime nota come Raccolta aragonese, che Lorenzo de' Medici inviò al re di Napoli Federico I, in cui si proponeva alla corte partenopea il fiorentino come modello di volgare illustre, di pari dignità letteraria con il latino. Un lungo periodo di crisi seguì questi provvedimenti, per il napoletano, finché le incertezze politiche che sorsero con la fine del dominio aragonese portarono un rinnovato interesse culturale per il volgare cittadino, per poi optare, nel corso del XVI secolo, per l'adozione definitiva del volgare toscano.

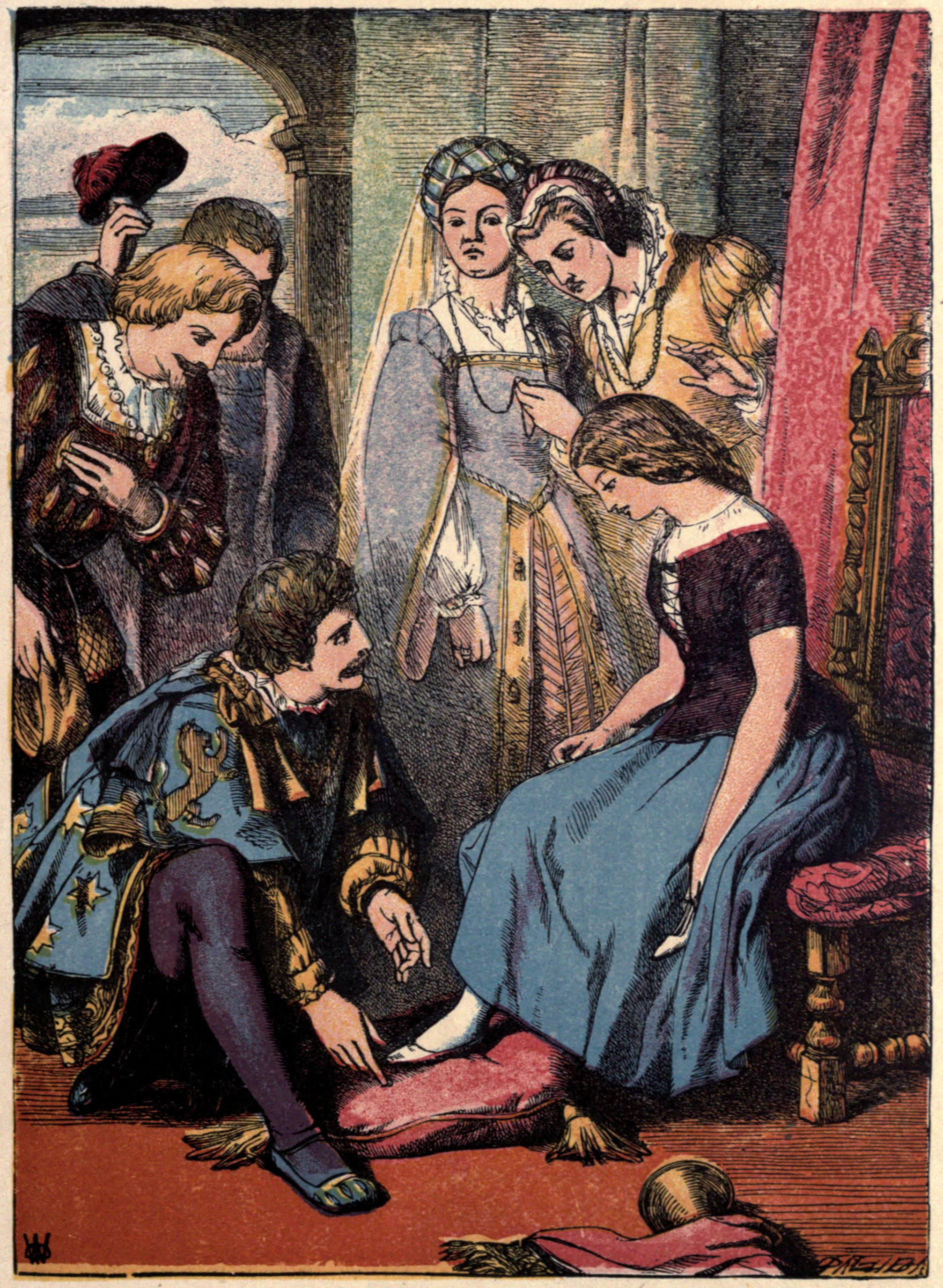
Illustrazione di un'edizione della fiaba di Cenerentola del XIX secolo. Ne Lo cunto de li cunti esiste la prima trascrizione della favola della letteratura occidentale

Il più celebre poeta in napoletano dell'età moderna è Giulio Cesare Cortese. Egli è molto importante per la letteratura dialettale e barocca, in quanto, con Basile, pone le basi per la dignità letteraria ed artistica del napoletano moderno. Di costui si ricorda la Vaiasseide, un'opera eroicomica in cinque canti, dove il metro lirico e la tematica eroica sono abbassati a quello che è il livello effettivo delle protagoniste: un gruppo di vaiasse, donne popolane napoletane, che s'esprimono in lingua. È scritto comico e trasgressivo, dove molta importanza ha la partecipazione corale della plebe ai meccanismi dell'azione.

### Prosa
La prosa in volgare napoletano diviene celebre grazie a Giambattista Basile, vissuto nella prima metà del Seicento. Basile è autore di un'opera famosa come Lo Cunto de li Cunti, ovvero lo trattenimiento de le piccerille, tradotta in italiano da Benedetto Croce, che ha regalato al mondo la realtà popolare e fantasiosa delle fiabe, inaugurando una tradizione ben ripresa da Perrault e dai fratelli Grimm.

### Età contemporanea
Negli ultimi tre secoli è sorta una fiorente letteratura in napoletano, in settori anche diversissimi tra loro, che in alcuni casi è giunta anche a punte di grandissimo livello, come ad esempio nelle opere di Salvatore Di Giacomo, Raffaele Viviani, Ferdinando Russo, Eduardo Scarpetta, Eduardo De Filippo, Totò.
Sarebbero inoltre da menzionare nel corpo letterario anche le canzoni napoletane, eredi di una lunga tradizione musicale, caratterizzate da grande lirismo e melodicità, i cui pezzi più famosi (come, ad esempio, 'O sole mio) sono noti in diverse zone del mondo. Esiste inoltre un fitto repertorio di canti popolari alcuni dei quali sono oggi considerati dei classici.
Va infine aggiunto che a cavallo del XVII e XVIII secolo, nel periodo di maggior fulgore della cosiddetta scuola musicale napoletana, questa lingua è stata utilizzata per la produzione di interi libretti di opere liriche, come Lo frate 'nnammurato del Pergolesi hanno avuto una diffusione ben al di fuori dei confini partenopei.
Va segnalata infine la ripresa dell'uso del napoletano nell'ambito della musica pop, musica progressiva,  hip hop e negli ultimi decenni anche il rap, almeno a partire dalla fine degli anni settanta (Pino Daniele, Nuova Compagnia di Canto Popolare, Napoli Centrale, poi ripresa anche negli anni novanta/duemila con 99 Posse, Almamegretta, 24 Grana, Co'Sang, La Famiglia, 13 Bastardi e nell'ultimo decennio con Rocco Hunt, il collettivo SLF e i rapper Clementino e Geolier) in nuove modalità di ibridazione e di commistione con l'italiano, l'inglese, lo spagnolo e altre lingue, e alla fine degli anni '70 nacque un nuovo genere della canzone napoletana, cioè la musica neomelodica inventata da Gigi Finizio, da Patrizio e da Nino D'Angelo e poi usata anche da Gigi D'Alessio. Anche nel cinema e nel teatro d'avanguardia la presenza del napoletano è andata intensificandosi negli ultimi decenni del Novecento e nei primi anni del XXI secolo.
La documentazione sul napoletano è ampia ma non sempre a un livello scientifico. Vocabolari rigorosi sono quello di Raffaele D'Ambra (un erudito ottocentesco) e quello di Antonio Altamura (studioso novecentesco). Interessante è anche la grammatica del Capozzoli (1889). Raffaele Andreoli redasse il Vocabolario napoletano-italiano, edito da G.B. Paravia (1887). Infine, il Vocabolario del dialetto napolitano, grandioso lavoro di Emmanuele Rocco, frutto dello spoglio della letteratura dialettale napoletana dal Cinquecento all’Ottocento, pubblicato a fascicoli fino all'interruzione del 1891 e stampato in versione completa nel 2018 per iniziativa dell’Accademia della Crusca.

### Linguistica
Gli studi più recenti hanno dedicato al napoletano e ai dialetti campani una certa attenzione.
Per il napoletano antico si segnalano i lavori di Vittorio Formentin sui Ricordi di Luigi de Rosa, di Rosario Coluccia sulla Cronaca figurata del Ferraiolo, di Nicola De Blasi sulla traduzione del Libro de la destructione de Troya, di Marcello Barbato e Marcello Aprile sull'umanista Giovanni Brancati.
Sui dialetti moderni, tra gli altri, si segnalano i lavori di Rosanna Sornicola, di Nicola De Blasi, di Patricia Bianchi e di Pietro Maturi dell'Università di Napoli Federico II, di Edgar Radtke dell'Università di Heidelberg, di Francesco Avolio sui confini dei dialetti campani, di Michela Russo, dell'Università di Paris VIII, su aspetti della fonetica come la metafonia, e di Angelo Forgione su storia e ortografia.
Una rivista, diretta da Rosanna Sornicola, il Bollettino Linguistico Campano, si occupa prevalentemente del napoletano. Per alcuni anni è stato attivo un insegnamento universitario di Dialettologia campana presso la facoltà di Sociologia della Federico II, affidato a Pietro Maturi.

## Dizionari e Vocabolari
- Dizionario storico etimologico del napoletano di Nicola De Blasi[29]
- Vocabolario del dialetto napolitano di Emmanuele Rocco[30]

## Testi didattici
- Napolitiamo. Conosciamo e impariamo a scrivere la bella lingua napoletana di Angelo Forgione (prefazione di Maurizio de Giovanni)[31][32][33][34]
- Una lingua gentile. Storia e grafia del napoletano di Nicola De Blasi e Francesco Montuori[35]

## Lessico
Il vernacolo napoletano ha avuto una propria evoluzione nel corso dei secoli, prendendo a prestito lemmi provenienti da varie lingue: oltre che dall'italiano, dalla lingua spagnola, dalla lingua francese, dalla lingua araba, dalla lingua inglese, ma anche dal greco antico e ovviamente dal latino, idioma da cui deriva.
La tabella che segue offre un confronto tra alcuni termini napoletani e alcuni stranieri simili tra loro per suono e significato: la similitudine non prova tuttavia un rapporto di derivazione, dal momento che in molti casi la parola napoletana ha relazioni provate con i dialetti vicini o con il latino medievale. L'affinità con la lingua straniera può essere quindi una coincidenza o un effetto della comune derivazione dal latino di entrambe le varietà linguistiche.
| Lemma napoletano                 | Lemma italiano standard con uguale significato o simile                               | Lemma simile in una lingua straniera                                                                        | Lingua di riferimento del lemma straniero simile                                                          |
| -------------------------------- | ------------------------------------------------------------------------------------- | --- | --- |
| Abbàscio                         | giù / in basso / abbasso (prima persona dell'indicativo presente nel verbo abbassare) | ad + bassum / abajo / abaixo / en bas / a baix                                                              | latino / spagnolo / portoghese / francese / catalano                                                      |
| Abbuscà                          | buscare / guadagnarsi qualcosa / ottenere con sforzo                                  | buscar (avente significato di cercare)                                                                      | spagnolo                                                                                                  |
| Accattà                          | comprare / accattare (variante letteraria in disuso)                                  | accaptare / acheter                                                                                         | latino / francese                                                                                         |
| Addó / Aró                       | dove / donde (variante letteraria in disuso)                                          | ad + de unde                                                                                                | latino |
| Ajére                            | ieri                                                                                  | ad + heri / ayer / hier                                                                                     | latino / spagnolo / francese                                                                              |
| Alluccà                          | urlare / gridare / alzare la voce                                                     | adloquere                                                                                                   | latino |
| Ammazzaruto                      | non lievitato / azzimo                                                                | μάζαρος | greco antico                                                                                              |
| Appriésso                        | appresso / dopo / seguente                                                            | ad pressum / après                                                                                          | latino / francese                                                                                         |
| Arrassusia                       | lontano sia! / non sia mai!                                                           | 2* abrasum sit = sia cancellato (meno probabile)                                                            | latino |
| Ascià                            | trovare / cercare                                                                     | hallar / achar                                                                                              | spagnolo / portoghese                                                                                     |
| Auciéllo                         | uccello                                                                               | avicellum                                                                                                   | latino |
| Avascià                          | abbassare                                                                             | abaixar / abaisser / abaixar                                                                                | catalano / francese / portoghese                                                                          |
| Blé                              | blu                                                                                   | bleu | francese                                                                                                  |
| Blecco                           | asfalto per isolamenti                                                                | black | inglese                                                                                                   |
| Buàtta                           | barattolo                                                                             | boîte | francese                                                                                                  |
| Buttéglia                        | bottiglia                                                                             | bouteille                                                                                                   | francese                                                                                                  |
| Caccavella                       | pentola                                                                               | caccabellum                                                                                                 | latino tardo                                                                                              |
| Caiola (cajola)                  | gabbia                                                                                | caveola (dim. di cavea)                                                                                     | latino |
| Càntero/cantaro                  | vaso da notte                                                                         | κάνθαρος (kántharos)                                                                                        | greco antico                                                                                              |
| Canzo                            | tempo                                                                                 | chance | francese (Per traslazione semantica: chance - possibilità, occasione; es. damme 'o canzo, dammi il tempo) |
| Capa                             | testa                                                                                 | caput | latino |
| Cape 'e zì Viciénzo              | nullatenente                                                                          | caput sine censu                                                                                            | latino |
| Cerasa                           | ciliegia                                                                              | cerasum | latino |
| Connola                          | culla                                                                                 | cunula | latino tardo                                                                                              |
| Crianza                          | educazione / creanza (variante letteraria in disuso)                                  | crianza / criança / créance                                                                                 | spagnolo / portoghese / francese                                                                          |
| Crisommola (cresommola)          | albicocca                                                                             | χρυσοῦν μῆλον (chrysoûn mêlon = frutto d'oro)                                                               | greco antico                                                                                              |
| Cucchiàra                        | cucchiaio                                                                             | cochlearia / cuchara                                                                                        | latino / spagnolo                                                                                         |
| Drincà o trincà                  | bere alcolici / ubriacarsi                                                            | trinquer / trinkan                                                                                          | francese / antico alto tedesco                                                                            |
| Femmena                          | donna / femmina                                                                       | femina / femme                                                                                              | latino / francese                                                                                         |
| Fenèsta                          | finestra                                                                              | fenestra / fenêtre (fenestre)                                                                               | latino / francese (antico francese)                                                                       |
| Folche                           | adattamento di "folk"                                                                 | folk | inglese                                                                                                   |
| Fuì                              | fuggire                                                                               | fuir | francese                                                                                                  |
| Gengómma o cingómma              | gomma da masticare                                                                    | chewing-gum                                                                                                 | inglese                                                                                                   |
| Ginzo                            | adattamento di "jeans"                                                                | jeans | inglese americano                                                                                         |
| Gglì/ì'                          | andare                                                                                | ire | latino |
| Guallara                         | ernia / sacca scrotale                                                                | wadara | arabo |
| Guappo                           | bullo / prepotente                                                                    | guapo / vappa                                                                                               | spagnolo / latino                                                                                         |
| Intrasatta                       | improvviso                                                                            | intras acta                                                                                                 | latino |
| Lacerta                          | lucertola                                                                             | lacerta/ae                                                                                                  | latino |
| Lassàre (lassa')                 | lasciare                                                                              | laxare / laisser                                                                                            | latino / francese                                                                                         |
| Luà                              | togliere                                                                              | levare / a lua                                                                                              | latino / rumeno                                                                                           |
| Mariuólo                         | ladro / furfante / truffatore / mariolo (variante letteraria in disuso)               | mariol (furbacchione) / μαργιόλος (furbo, astuto) / marullero (imbroglione, monello) / marevolum (malvagio) | francese / greco bizantino / spagnolo / latino tardo                                                      |
| 'Mbonnere                        | bagnare                                                                               | imber o nimbus (entrambi "pioggia, tempesta")                                                               | latino |
| Mesàle                           | tovaglia da tavolo                                                                    | μησάλιον (mesálion) / mesa (tavolo) / mensa (tavolo, pasto, altare)                                         | greco antico / spagnolo / latino                                                                          |
| Mola                             | dente (molare)                                                                        | mola | latino |
| Muccaturo (moccaturo, maccaturo) | fazzoletto                                                                            | muccare (col significato di soffiarsi il naso) / mocador / mouchoir                                         | latino / catalano / francese                                                                              |
| Mustacce                         | baffi                                                                                 | μουστάκιον / moustache                                                                                      | greco bizantino / francese                                                                                |
| Naca                             | culla                                                                                 | νάκη | greco antico                                                                                              |
| Nenna                            | bambina / nina (arcaico)                                                              | ninnus (evolutosi al femminile in ninna, nina e nenna) / nena                                               | latino tardo / spagnolo                                                                                   |
| Ninno                            | bambino / nino (arcaico)                                                              | ninnus (evolutosi al maschile in ninno, nino e nini) / niño                                                 | latino tardo / spagnolo                                                                                   |
| Nìppulo                          | capezzolo                                                                             | nipple | inglese                                                                                                   |
| Pàccaro                          | schiaffo                                                                              | πᾶς (pâs) "tutto" e χείρ (chéir) "mano"                                                                     | greco antico                                                                                              |
| Papéle papéle                    | lentamente oppure chiaramente                                                         | πάπος (pápos) con raddoppiamento del sintagma (lento lento, sciolto sciolto)                                | greco antico                                                                                              |
| Papóscia                         | pantofola                                                                             | bābūsh | arabo |
| Pastenaca                        | carota                                                                                | pastinaca                                                                                                   | latino |
| Pate                             | padre                                                                                 | pater | latino |
| Pazzià                           | giocare / scherzare / pazzia (col significato di disturbo mentale)                    | pactiare / παίζω (paízō)                                                                                    | latino / greco antico                                                                                     |
| Pesóne                           | affitto, pigione                                                                      | pesionem / pension                                                                                          | latino volgare / francese                                                                                 |
| Petàccia                         | straccio da cucina                                                                    | pittacium                                                                                                   | latino |
| Petrusino (petrosino)            | prezzemolo                                                                            | πετροσέλινον (petrosélinon)                                                                                 | greco antico                                                                                              |
| Piglià père                      | prendere fuoco                                                                        | πῦρ (pyr) "fuoco"                                                                                           | greco antico                                                                                              |
| Pressa                           | fretta                                                                                | pressare | latino |
| Purtuallo                        | arancia                                                                               | πορτοκάλι / البرتقالي (burtuqaliu)                                                                          | greco bizantino / arabo                                                                                   |
| Puteca (poteca)                  | bottega / negozio                                                                     | apotheca / ἀποθήκη (apothéke) / boutique                                                                    | latino / greco antico / francese                                                                          |
| Ràggia                           | rabbia                                                                                | rage | francese                                                                                                  |
| Rammàggio                        | danno                                                                                 | dommage | francese                                                                                                  |
| Rastrà                           | trascinare                                                                            | arrastrar                                                                                                   | spagnolo                                                                                                  |
| Rilòrgio                         | orologio                                                                              | horologium / reloj / rellotge / ὡρολόγιον (horológion)                                                      | latino / spagnolo / catalano / greco                                                                      |
| Sarvietta                        | tovagliolo                                                                            | serviette / servilleta                                                                                      | francese / spagnolo                                                                                       |
| Sciuscià                         | lustrascarpe                                                                          | shoe-shine                                                                                                  | inglese                                                                                                   |
| Sechenenza                       | cosa di basso valore/ bassa qualità                                                   | second hand (seconda mano)                                                                                  | inglese                                                                                                   |
| Semmàna                          | settimana                                                                             | semana / semaine                                                                                            | spagnolo / francese                                                                                       |
| Sorice                           | topo                                                                                  | sorex soricis / șoarece                                                                                     | latino / rumeno                                                                                           |
| Socra                            | suocera                                                                               | socrus / sogra / suegra / sogra / soacră                                                                    | latino / catalano / spagnolo / portoghese / rumeno                                                        |
| Sparadrappo                      | cerotto                                                                               | esparadrapo / sparadrap / esparadrap                                                                        | spagnolo / francese / catalano                                                                            |
| Sparagno                         | risparmio                                                                             | sparanjan / épargne (espargne)                                                                              | germanico / francese (antico francese)                                                                    |
| Tamarro                          | zotico                                                                                | al-tamar (mercante di datteri)                                                                              | arabo |
| Tavúto                           | bara                                                                                  | ataúd / taüt / تَابُوت (tābūt)                                                                                | spagnolo / catalano / arabo                                                                               |
| Tècchete                         | prendi, eccoti                                                                        | te eccu(m) te                                                                                               | latino |
| Tené (Ténere)                    | avere                                                                                 | tenere / tener                                                                                              | latino / spagnolo                                                                                         |
| Tèsta                            | vaso (da fiori)                                                                       | testa | latino |
| Tirabbusció                      | cavatappi                                                                             | tire-bouchon                                                                                                | francese                                                                                                  |
| Trasì                            | entrare                                                                               | transire (oltrepassare, recarsi)                                                                            | latino |
| Zéngaro                          | zingaro                                                                               | ἀθίγγανοι (athínganoi)                                                                                      | greco bizantino                                                                                           |
| Zimmaro                          | caprone                                                                               | χιμμάρος (chimmáros)                                                                                        | greco antico                                                                                              |
| Zoccola                          | topo / ratto di fogna                                                                 | sorcŭla | latino |